# Michael Behe
Profesor Michael J. Behe (* 18. ledna 1952) je americký biochemik, kritik neodarwinismu a zastánce myšlenky inteligentního designu. Je profesorem biochemie na Lehigh University.

## Životopis
Narodil se 18. ledna 1952 v Altooně v Pensylvánii. Je ženatý a má devět dětí. Doktorát z biochemie získal v roce 1978 na Pensylvánské universitě. V roce 1985 přišel na Lehigh Universitu v Bethlehem (Pensylvánie) a v současnosti je tam profesorem biochemie.
V roce 1996 publikoval knihu „Darwinova černá skříňka“ (Darwin's Black Box), ve které popisuje vnitřní struktury buňky - svět složitých chemických mechanismů. Na základě svých vědeckých pozorování dokazuje[zdroj⁠?!], že tato jemně vyvážená, v dokonalé souhře fungující „zařízení“ nemohla vzniknout na základě postupného vývoje v souladu s Darwinovou evoluční teorií, ale že popsané mechanismy musely být zkonstruovány – ať už Bohem či nějakou vyšší inteligencí. Rozvíjí koncept „neredukovatelné složitosti“.
Behe se specializuje na struktury bílkovin a nukleových kyselin, je autorem řady vědeckých článků v odborných časopisech jako Journal of Molecular Biology, Nucleic Acids Research, Biochemistry, Proceedings of the National Academy of Sciences USA, Biophysical Journal a dalších.